# Compendium Saxonis
Compendium Saxonis (også kendt som Abbreviatio Saxonis) er en sammendrag af Saxos Gesta Danorum, der er inkluderet i Chronica Jutensis. Den er omkring en fjerdedel af størrelsen på Gesta Danorum og er skrevet på latin.
Det antages at være skrevet af samme forfatter som Chronica Jutensis.
I sammendraget findes navnet Gesta Danorum, og det vides ikke, om Saxo også brugt dette navn på sit oprindelige arbejde.
Da det er et sammendrag, er en større del af det oprindelige arbejde skåret fra, hvilket nogle læsere har fundet frustrerende. Da forfatteren er mindre interesseret i krig og slag, er passager om disse emner ofte reduceret kraftigt.
Det oprindelige manuskript er gået tabt, men der findes fire forskellige håndskrevne kopier, såkaldt faksimiler, der er omkring hundrede år yngre. En blev skrevet af en munk fra Odense i 1431.
Latinske kopier findes på:
- Det Kongelige Bibliotek i København, Add.. 49 2o (1431)
- Det Kongelige Bibliotek, Don. Var. 139 4o (13/1400-tallet).
- Kungliga biblioteket i Stockholm, De la Gardie 44 4o (1400-tallet)
- Kungliga biblioteket i Stockholm, Skokloster 47 4o (1400-tallet)